# The Kindred
Pour plus de détails, voir Fiche technique et Distribution.
The Kindred est un film américain de Stephen Carpenter (en) et Jeffrey Obrow (en), sorti en 1987.

## Fiche technique
- Titre : The Kindred
- Réalisation : Stephen Carpenter (en) et Jeffrey Obrow (en)
- Scénario : Stephen Carpenter (en),  Jeffrey Obrow (en), John Penney (en), Earl Ghaffari et Joseph Stefano
- Musique : David Newman
- Pays d'origine : États-Unis
- Format : Couleurs - 1,85:1 - Mono
- Genre : horreur
- Durée : 93 minutes
- Date de sortie : 1987

## Distribution
- David Allen Brooks : John Hollins
- Rod Steiger : Dr Phillip Lloyd
- Amanda Pays : Melissa Leftridge
- Talia Balsam : Sharon Raymond
- Kim Hunter : Amanda Hollins
- Timothy Gibbs (en) : Hart Phillips
- Peter Frechette (en) : Brad Baxter
- Julia Montgomery (en) : Cindy Russell
- Bennet Guillory : Dr Stone